# Laque mexicaine

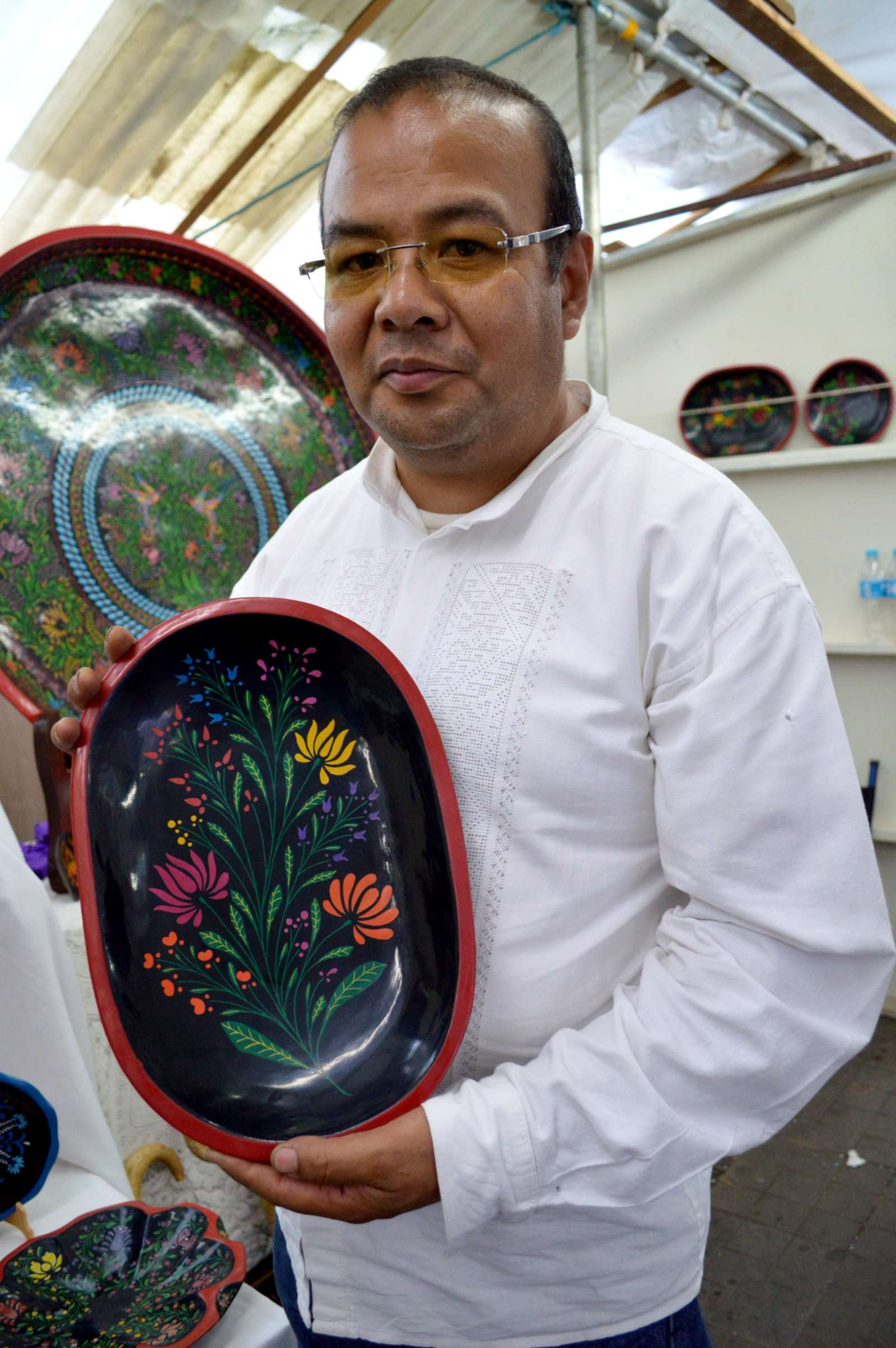
L'artisan Juan Valencia Villalobos d'Urupapan avec une pièce simple faite avec des techniques traditionnelles.

La laque mexicaine (laca ou maque en espagnol mexicain) est l’un des plus anciens produits artisanaux du pays, ayant des origines indépendantes de la laque asiatique. Au cours de la période préhispanique, une substance grasse de la larve aje et/ou de l'huile de la graine de chia sont mélangées à des minéraux en poudre pour créer des revêtements protecteurs et des motifs décoratifs. Pendant cette période, le processus est presque toujours appliqué aux courges séchées, en particulier pour fabriquer les gobelets dans lesquels la noblesse mésoaméricaine buvait du chocolat. Après la Conquête, les artisans indigènes appliquent la technique aux meubles de style européen et à d’autres objets, en modifiant les motifs décoratifs et les combinaisons de couleurs, mais le processus et les matériaux sont restés pratiquement les mêmes. Aux XIXe et XXe siècles, l’artisanat s’affaiblit au cours des conflits armés et revient, les deux fois, avec des changements des styles de décoration et, plus particulièrement au XXe siècle, aux techniques de production. Aujourd'hui, les ateliers de création de ces œuvres sont limités à Olinalá, Temalacatzingo et Acapetlahuaya dans l'état de Guerrero, Uruapan et Pátzcuaro au Michoacán et à Chiapa de Corzo au Chiapas.

## Guerrero

### Olinalá

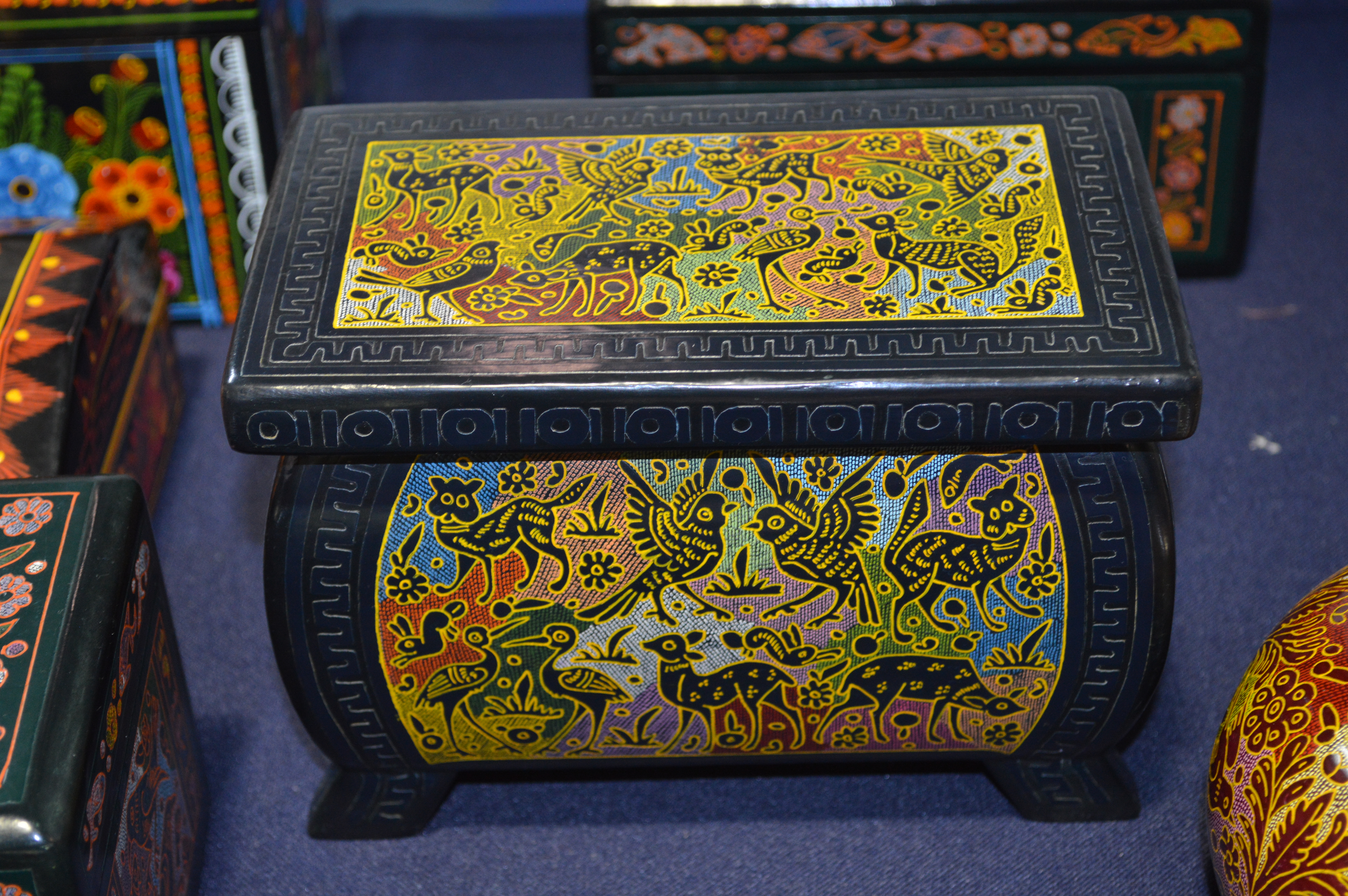
Boîte laquée d'Olinalá

L’État mexicain de Guerrero est situé au sud-ouest de Mexico et abrite trois villes fabriquant des produits laqués, à savoir Olinalá, Temalacatzingo et Acapetlahuaya. L'État compte une population autochtone importante et une forte tradition artisanale. Les laques en provenance de l'État comprennent les ustensiles, les gourdes, les coffres et autres meubles, les boîtes de rangement, les autos et hélicoptères miniatures, des plateaux et même des instruments de musique. Celles d’Olinalá et, dans une certaine mesure, de Temalacatzingo sont popularisées dans les années 1970. Leur succès permet à de nombreux travailleurs migrants de rentrer chez eux, mais les taux de migration vers les villes sont toujours élevés, en particulier chez les jeunes, qui partent pour Mexico ou pour les États-Unis,,
La ville d’Olinalá est située dans les montagnes de la Sierra Madre del Sur et ses produits sont les plus connus,. Tandis que les pièces sont 10 à 50% moins chères à Olinalá, la ville est difficile à atteindre. Au lieu de cela, les marchandises sont vendues dans de nombreuses régions du Mexique et sont présentées à une importante foire artisanale à Tepalcingo (en), dans l'état de Morelos, tenue la troisième semaine de Carême au Marché San Juan de Mexico (en) et exposées à New York et au Japon. Bien que cité dans les années 1920 par René d'Harmoncourt, l'artisanat a presque disparu d'Olinalá dans les années 1960, alors qu'il ne restait que vingt maîtres artisans,. Dans les années 1970, l'écrivain Carlos Espejel (en) l'a popularisé à travers son travail. Aujourd'hui, presque toutes les familles de la ville sont impliquées dans la production et il s’agit du principal producteur de laques au Mexique. L’artisanat est la principale source de revenus de la ville et produit des coffres, des plateaux, des plateaux, des boîtes, des écrans à panneaux et des meubles (généralement fabriqués à la commission). Même les colonnes de l'église paroissiale sont laquées, dans un style appelé rayado.
La laque d'Olinalá est divisée en deux types, en fonction de la technique de décoration utilisée, appelés rayado (rayé) et aplicado (appliqué). Ce dernier est aussi parfois appelé dorado (doré) en raison de son utilisation passée de la peinture dorée ou de la feuille d'or, qui fait un retour en force,. Le rayado est le plus compliqué des deux/. Le nom vient de l'utilisation d'une épine d'agave ou d'une plume d'oie pour graver des motifs, Une couche est appliquée sur la pièce puis complètement séchée. Une deuxième couche est appliquée et encore humide, elle est retirée par endroits pour révéler la première couleur et créer des motifs abstraits, tels que des animaux et des humains,. La plupart des pièces sont bicolores, noir et rouge ou bleu et blanc. Dans les grandes pièces, telles que les coffres, les motifs abstraits sont combinés à des motifs figuratifs, généralement des fleurs, et sont très symétriques. Les artisans hautement qualifiés peuvent créer des pièces bicolores qui ressemblent à de la dentelle ou répéter le processus pour avoir trois couleurs ou plus.
L'aplicado est quand les dessins sont peints sur une couche de base, une technique également utilisée dans d'autres régions du Mexique,. Cette technique remonte au moins au XVIIIe siècle et, bien qu’elle puisse comporter des motifs tels que des symboles patriotiques, la plupart ne sont pas mexicaines, mais présentent des fleurs stylisées, des paysages européens et des images asiatiques,. Il est possible de combiner les deux techniques, appelées punteado (pointillés), dans lesquelles les petits points sont peints dans des zones non gravées. Cela est devenu populaire à partir de la fin des années 1970. Comme les pièces de rayado, les animaux, les fleurs et les dessins géométriques sont prédominants et tout l’espace disponible est rempli,.
La plupart des artisans d'Olinalá sont anonymes et pauvres. Les pièces sont rarement signées et si elles le sont, c'est par la personne qui crée le motif décoratif,,. Cependant, le travail est effectué dans des ateliers familiaux avec différents membres effectuant différents travaux. Alors que les femmes effectuent la majeure partie du travail, la quasi-totalité du travail de rayado est effectuée par des hommes. La plupart des artisans d’Olinalá commencent leur enfance en apprenant à mélanger les couleurs et en ajoutant des motifs de points, avant de créer des personnages et des motifs plus complexes. Les familles Olinalá sont souvent spécialisées dans les couleurs et les dessins, avec des techniques et des motifs transmis de génération en génération. Toutefois, les artisans adaptent leurs œuvres à de nouveaux marchés et à de nouveaux goûts, la plupart de leurs marchandises étant maintenant vendues à Mexico et à l’étranger. Un exemple est l'utilisation récente des couleurs pastel,. Parmi les autres innovations, citons l'utilisation de matériaux plus modernes, mais le plus notable des artisans est Margarito Ayala, qui s'appuie toujours sur des méthodes et des matériaux traditionnels, notamment la mouture des graines de chia,.

### Temalacatzingo et Acapetlahuaya

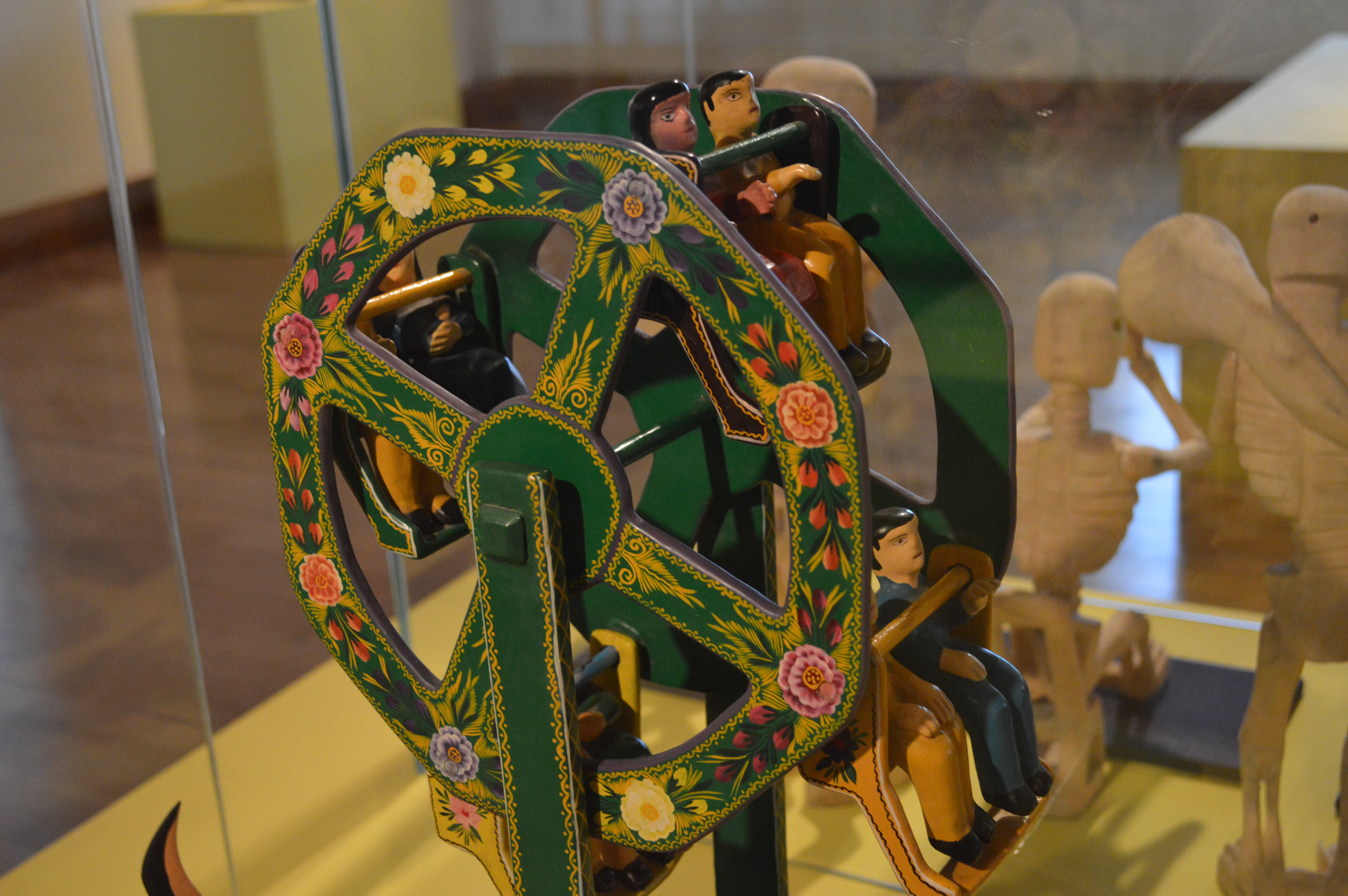
Grande roue de jouet laqué de Temalacatzingo

Le village de Temalacatzingo est situé dans la municipalité d’Olinalá. Il a une population d'environ 3 000 personnes, dont la plupart se dédient à laque ou à l'agriculture. Comme la peinture d'Olinalá, la laque est une industrie largement vendue au Mexique, mais sa production n’est pas aussi sophistiquée. Ces marchandises ont souvent un fond rouge vif en raison de l'utilisation d'une peinture à l'huile commerciale, et comprennent des jouets, des gourdes et des morceaux de courge utilisés pour créer des appareils et des bijoux,.
Acapetlahuaya est situé juste à côté de la route entre Iguala et Ciudad Altamirano, près de Teloloapan. La production d'Acapetlahuaya est uniquement destinée à une utilisation locale et se limite aux gourdes. Celles-ci sont dans le même style que celles d'Olinalá et n'utilisent pas de pigments commerciaux

## Michoacán

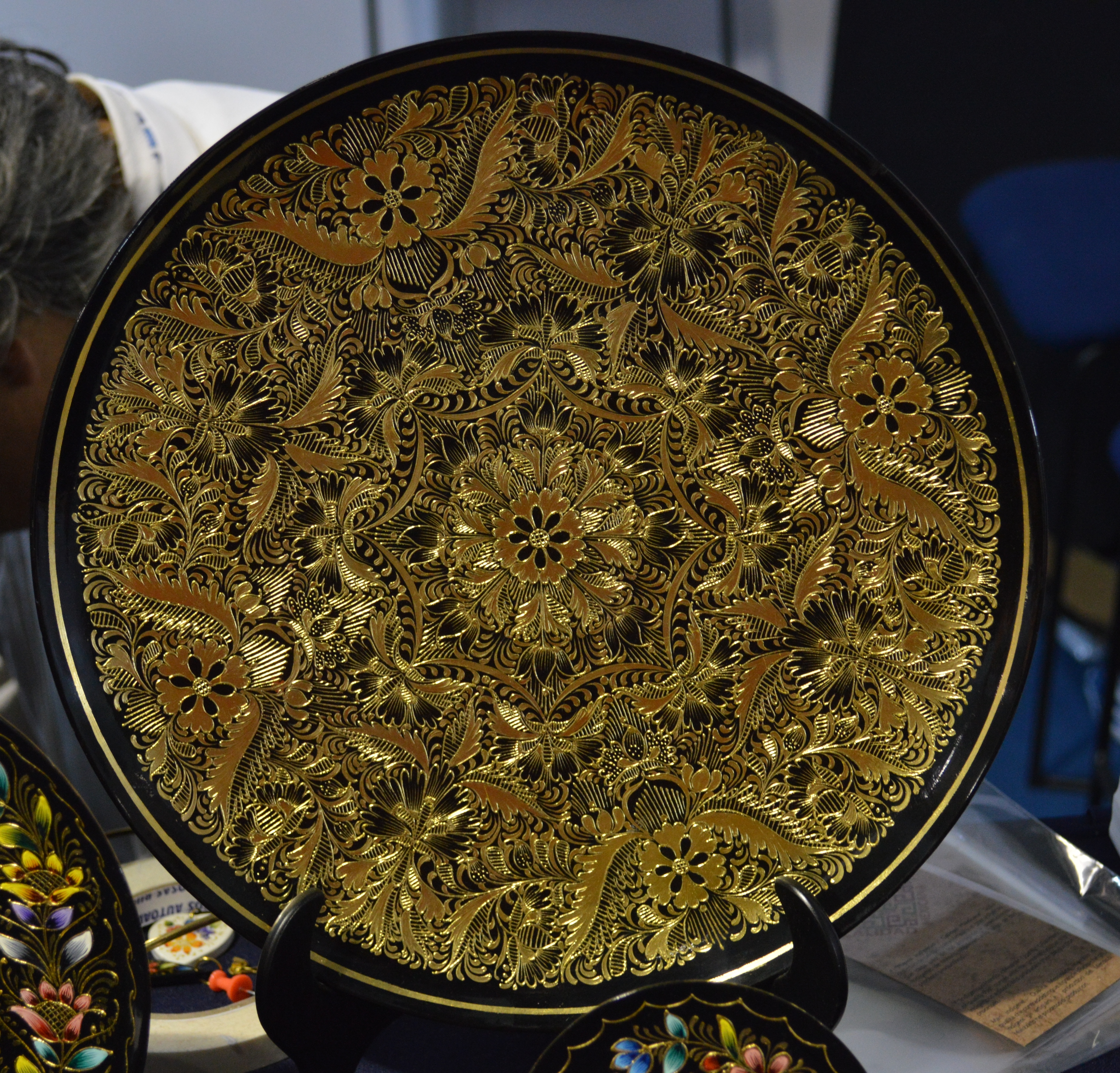
Pièce de laque incrustée d'or de l'atelier de Mario Agustín Gaspar à Pátzcuaro.

Dans l’état de Michoacán, à l’ouest de la ville de Mexico, on fabrique des laques à Uruapan, Pátzcauro et Quiroga. Un élément distinctif de la laque traditionnelle du Michoacán est l'utilisation de « aje », la larve de l'insecte (coccus axin), à partir de laquelle une substance cireuse est extraite. Celle-ci est mélangée avec du chia ou de la graine de lin pour créer la laque.
Le centre de la laque dans cet état est la ville d'Uruapan, fondée par le missionnaire Juan de San Miguel. Comme son contemporain Vasco de Quiroga dans la ville voisine de Pátzcuaro, il s’est employé à protéger la production artisanale autochtone et organisée locale, à l’origine de sa spécialisation. Aujourd'hui, la ville fabrique toujours les dessins les plus complexes et utilise encore des feuilles d'or dans certaines de ses productions, qui varient grandement des plateaux aux assiettes en passant par les ustensiles de décoration et les objets de décoration. Victoriano Salgado d'Uruapan fabrique des masques en bois recouverts et décorés avec de la laque, mais cet artisananat est en train de disparaître à cause du déclin de la danse masquée traditionnelle. La plupart de ces masques sont maintenant vendus à des collectionneurs.
Patzcuaro est réputé pour ses plateaux profonds et ses petites boîtes, mais ses conceptions ne changent guère changé depuis le XVIIIe siècle, alors que l’artisanat est à son apogée et que plusieurs artisans sont remarqués dans les archives contemporaines. Une de ces familles, De la Cerda, continue de fabriquer de la laque dans la ville,. Ces modèles traditionnels comprennent des éléments d'origine orientale, ainsi que des dessins autochtones et européens.
La ville de Quiroga (anciennement Cocupa) est située dans la même région lacustre que Pátzcuaro. Considéré comme un centre de la laque, elle n’utilise pas les techniques traditionnelles et est plus proche de la peinture, à l’aide de pigments naturels mélangés à de l’huile végétale. La majeure partie de cette production est située dans le quartier indigène d’Arriba, composé de plateaux et de coffres fabriqués sur commande .Cependant, on peut également trouver de petits objets tels que des bagues, des boucles d'oreilles, des bracelets et des jouets. Malgré les différentes techniques et l'utilisation de matériaux commerciaux, les œuvres de Quiroga se trouvent au musée régional de Pátzcuaro et au musée de Huatapera d'Uruapan,.

## Chiapas

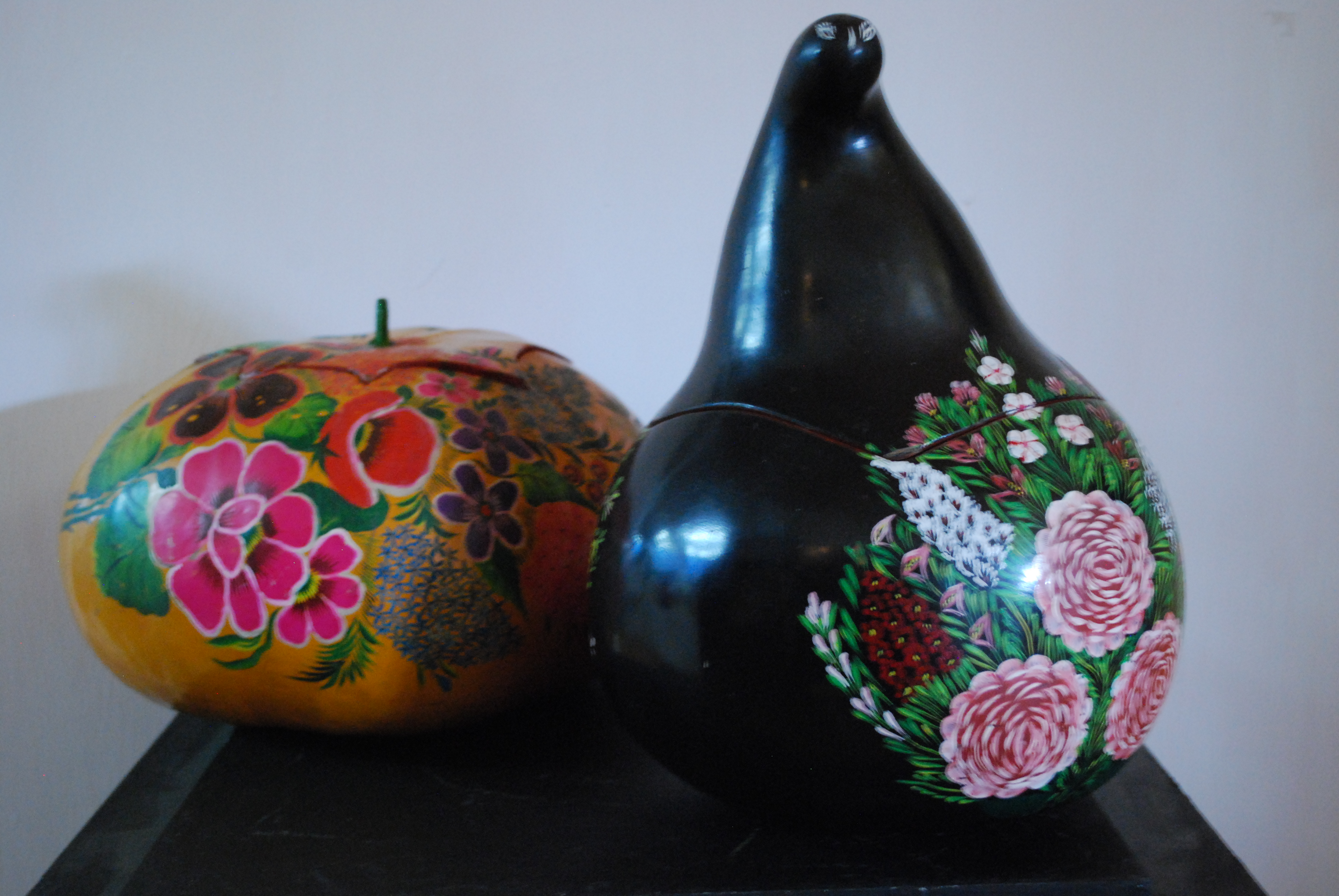
Gourdes laquées au Musée des cultures populaires du Chiapas à San Cristobal de las Casas.

Chiapa de Corzo est le centre de la laque du sud de l'État de Chiapas. Traditionnellement, les larves aje sont également utilisées pour fabriquer la laque et recouvrir les gourdes, les hochets, les croix, les coffres et les meubles,.
La décoration de cette laque est généralement florale avec des motifs d’oiseaux peints sur la partie arrière. Il y a aussi une influence asiatique dans les dessins du Chiapas, qui peuvent être attribués aux éventails, aux écrans et à d'autres objets importés par le biais du commerce de Manille. Des travaux plus récents imitant d’autres types de dessins sont trouvés sur des œuvres de l’époque coloniale,.
Parmi les artisans notables du Chiapas, citons Rosalba Cameras, Martha Vargas, Blanca Rosales Aguilar, Vicente Clory Díaz, María Angela Nandayapa, Guadalupe Pérez, Amparo Díaz, Javier Oroz Verónica Pérez Pérez.

## Processus

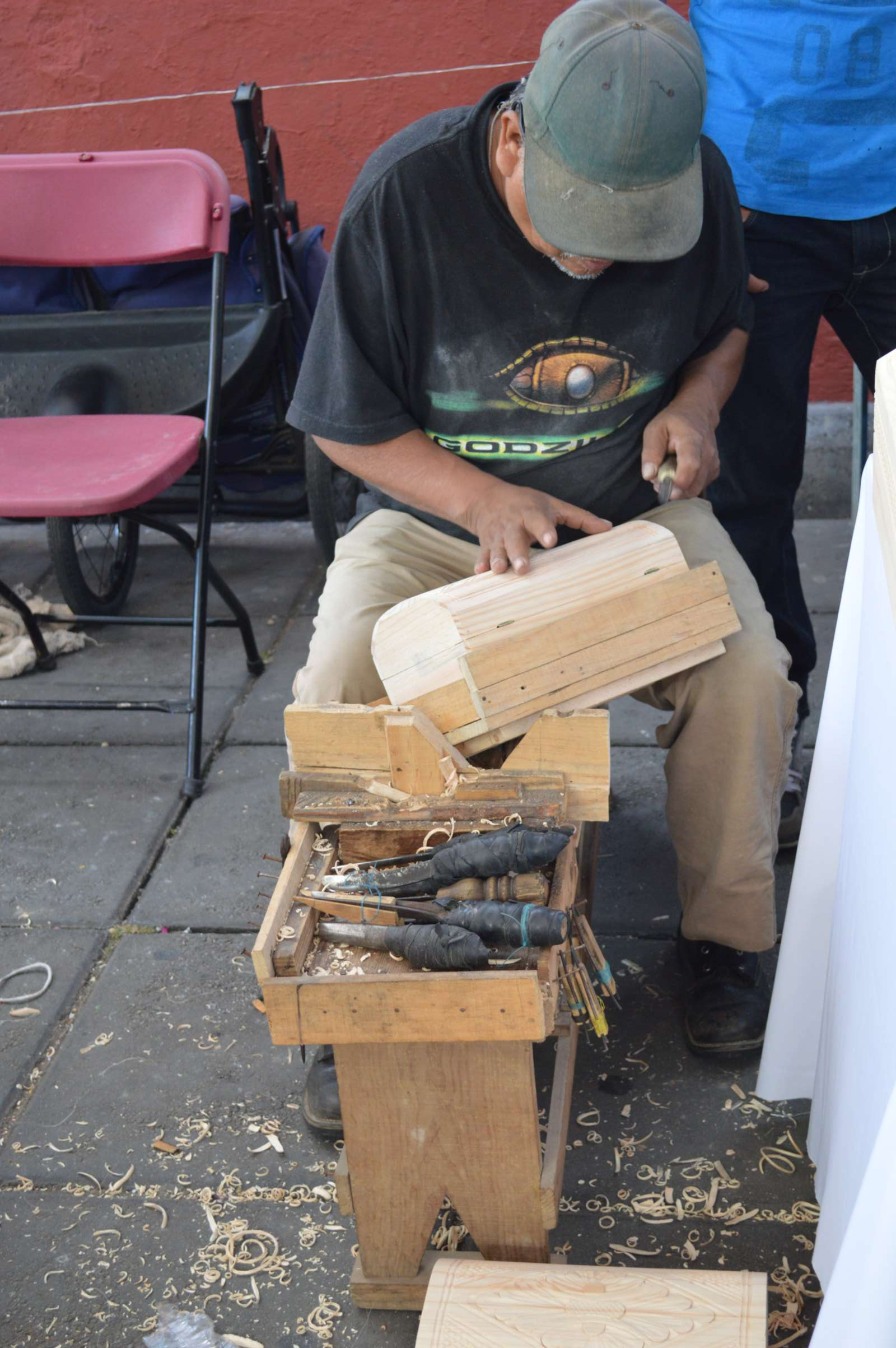
Charpentier créant une caisse en bois à Michoacán.

Les aspects techniques de la laque mexicaine traditionnelle remontent à la période préhispanique. Une couche protectrice d’huile ou de graisse animale ou végétale est mélangée avec des minéraux en poudre et des colorants pour recouvrir un objet. Un matériau indigène utilisé dans toute la Mésoamérique provient de l'extraction d'une substance grasse des larves de l'insecte coccus axine ou llaveia axine,. Pour extraire cette substance à des fins de laquage, les larves sont collectées puis bouillies vives jusqu'à l'apparition d'une couleur jaunâtre,.Ces larves sont ensuite placées dans un chiffon et pressées sur un récipient d'eau froide afin que la graisse flotte jusqu'au sommet pour être collectée,,. La substance est laissée à refroidir et congeler pendant un ou deux jours jusqu'à ce qu'elle ait la consistance du beurre,,. L'utilisation de cette substance est principalement confinée au Michoacán et au Chiapas, la région de Huetamo au Michoacán étant réputée pour sa production. Avant d'être utilisée pour la laque, elle est traditionnellement coupée à l'huile de chia ( savia chian ) ou de chicalote (en) ( argemona Mexicana ), mais aujourd'hui, l'huile de lin européenne est également utilisée. Cela fluidifie le matériau et accélère le temps de séchage. Au Guerrero, seule l’huile de chia ou de lin est utilisée.
Les objets laqués les plus traditionnels du Mexique sont fabriqués à partir de courges poussant sur des vignes (genre Lagenaria ) ou sur des arbres (genre Crescentia ) et portent différents noms autochtones. Les gourdes ressemblant à des bouteilles sont généralement coupées de sorte que l'extrémité supérieure plus étroite serve de couvercle. Ces conteneurs sont appelés boîtes à coudre ou à poudre, mais ils sont généralement utilisés pour stocker des bibelots. Les gourdes rondes sont coupées pour faire des tasses ou des bols.
Depuis la période coloniale, une grande variété d’articles en bois sont traités de la même manière. Le bois le plus traditionnel pour la laque est le linaloë (genre Burseraceae ). Il est populaire pour son odeur forte et agréable, semblable à la lavande, mais il est devenu rare,. Les bonnes pièces sont toujours en bois dur ou semi-dur, mais la plupart sont maintenant en bois d'avocat ou de pin qui est bouilli pour éliminer la résine. De l'essence de Linaloé peut être ajoutée pour l'odeur,. Dans le passé, les fabricants de laque créent également des objets en bois, mais avec l'introduction d'outils électriques pour le travail du bois, cet aspect est sous-traité à des menuisiers locaux qui peuvent en réduire les coûts,. Cependant, les pièces de bois doivent être complètement sèches, finement poncées et fissurées avant le début du laquage,.
La laque traditionnelle est fabriquée à partir d’aje et des huiles mentionnées ci-dessus, mélangée à un minéral appelé dolomite, créant ainsi une base blanche ou parfois jaune pâle,. Cette base est ensuite colorée avec des pigments naturels, tels que l'indigo pour le bleu et le charbon pour le noir. Cependant, à Guerrero, d'autres minéraux peuvent être utilisés pour créer des couleurs sans autres pigments, tels que le tecostle pour l'ocre et le toctel pour un vert très pâle. Le mélange a une texture crémeuse et s'applique soit avec une queue de cerf soit avec les mains, en le frottant,. La couleur de base peut être appliquée plusieurs fois et laissée sécher pendant quinze à vingt jours entre les applications.
Toutes les couches de laque, qu’elles recouvrent complètement ou non la pièce, doivent être appliquées séparément, séchées et ensuite polies pour être fixées. Deux couleurs ne peuvent pas être appliquées dans un temps proches en raison du risque de maculage,. Pour les éléments décoratifs, on utilise parfois une technique d'incrustation, creusant une légère dépression à remplir par la laque colorée. Le lustrage pour l’apposition et le polissage rend le processus fastidieux. La brillance se fait généralement avec la paume de la main pour un résultat plus fin,. L'ensemble du processus d'application de la laque sur une petite pièce peut prendre au moins vingt jours et après le polissage final de l'œuvre, vient le séchage pendant des mois,. Si de la feuille d'or doit être appliquée, cela doit être fait après tout le laquage et la pièce doit être complètement sèche.
La technique, les couleurs et les motifs varient quelque peu d'une région à l'autre, ainsi que la qualité, ce qui peut même être perceptible par un œil non averti. Depuis le début du XXe siècle, les matériaux utilisés ont changé: le plâtre est remplacé par de la dolomite, de l'huile de lin et même de la cire de voiture à la place du chia ou de l'aje et des pigments commerciaux substituant des pigments naturels. Une des raisons est que les matériaux naturels se font de plus en plus rares et chers. De nombreux artisans achètent maintenant les pièces de bois préalablement poncées et avec le fond noir déjà peint, pour se consacrer uniquement à la décoration.

## Histoire
Le laquage est l'un des plus vieux métiers du Mexique. En espagnol mexicain, on l'appelle généralement laca ou maque (du maki-e japonais),, mais le terme de maque est le plus souvent utilisé à Michoacán et permet de distinguer le travail utilisant la cire des larves d'insectes aje. À Olinalá, les pièces laquées sont appelées obras (œuvres d'art). L’histoire de l’artisanat peut être divisée en quatre périodes: la période préhispanique, la période coloniale (jusqu’à la guerre d’indépendance du Mexique), le XIXe siècle et du XXe siècle à nos jours.

### Période pré hispanique

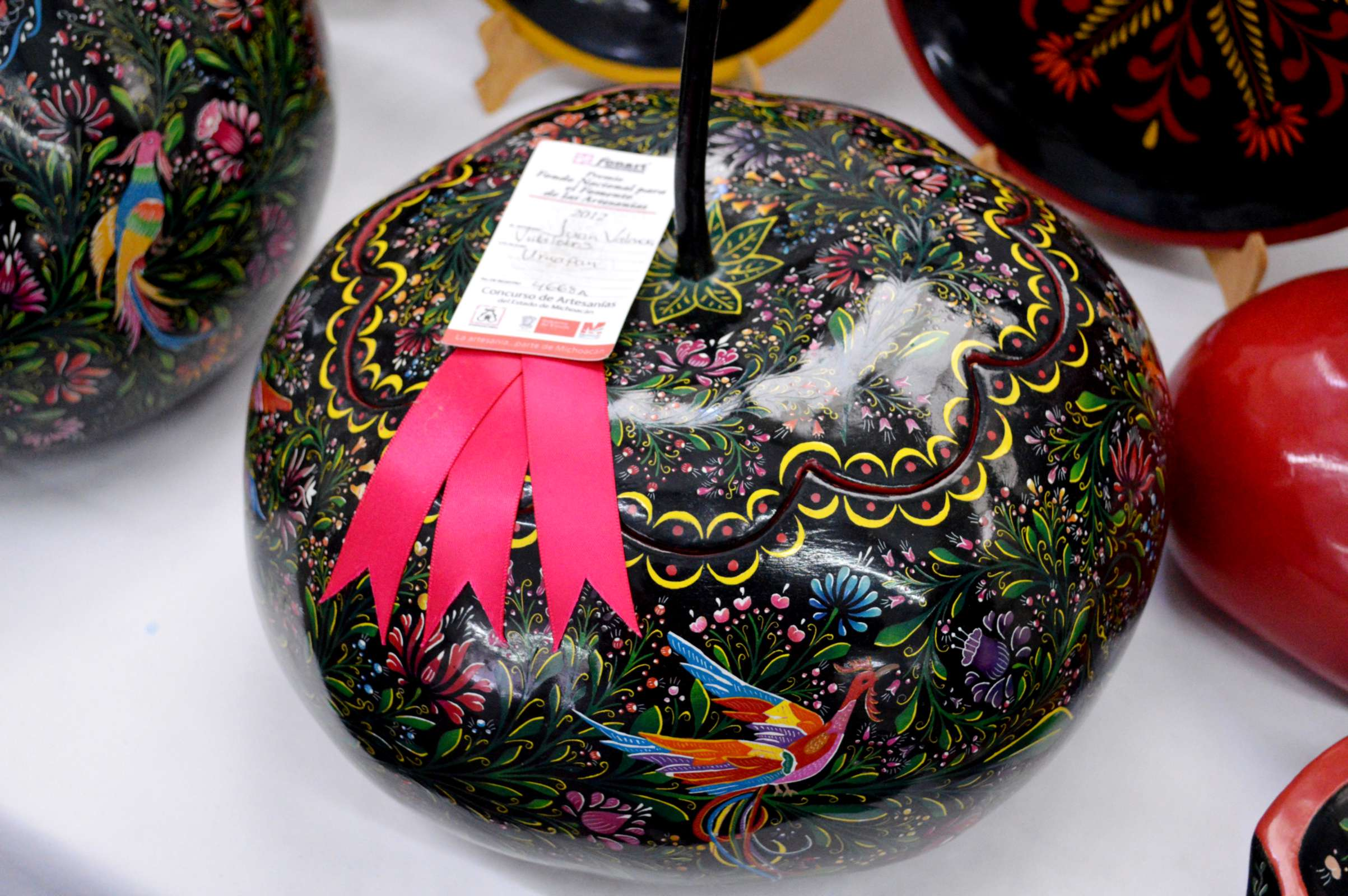
Gourde laquée d'Uruapan, Michoacán

Avant l'arrivée des Espagnols, le laquage est connu dans toute la Mésoamérique depuis le centre du Mexique jusqu'au Guatemala, avec l'utilisation de la graisse aje signalée dans des régions telles qu'Oaxaca, Veracruz, Yucatán, Chiapas, Guerrero et Michoacán modernes. Cependant, l'essentiel de ce que l'on sait de cette période provient des premiers textes coloniaux de chroniqueurs tels que Bernardino de Sahagún et Francisco Ximénez décrivant les objets laqués avec lesquels ils sont entrés en contact,,. Cependant, les Espagnols n’identifient l’œuvre de laque qu’au XVIIIe siècle, les registres ne mentionnant que les objets peints. Jusque dans les années 1950, on se demande si la laque mexicaine est d'origine orientale. Cela est réglé avec la découverte de fragments de laque datant d'avant la Conquête dans des endroits tels que la Cueva de la Garrafa au Chiapas.
Des objets en bois, en céramique et en onyx sont traités, mais sont loin de l'utilisation des courges séchées. Les gourdes sont longtemps utilisées pour la création de tasses et autres plats, notamment ceux pour la consommation de chocolat par des nobles mésoaméricains,. Elles sont également utilisées pour fabriquer des conteneurs de stockage et des objets de décoration,. Aujourd'hui, ces jícaras laquées (du Nahuatl xicalli) sont toujours populaires, soit en tant qu'objet de décoration, soit pour créer un bol pour manger ou boire.

### Période coloniale
Après la Conquête, les menuisiers autochtones commencent à fabriquer des meubles de style européen et les fabricants de laques indigène à les décorer avec des motifs européens,. Le processus de laquage est resté le même, avec des changements uniquement dans l'amélioration de la palette de couleurs et dans l'introduction de nouveaux agents colorants. Cette laque est moins chère que l’importation d’articles d’Europe ou d’Asie et comprend des grands coffres (appelés baúl ou arcón), des plateaux, des boîtes de rangement pour le bois, ainsi que du mobilier d’église et d’autres objets,.
Au cours de la période coloniale, la décoration des articles laqués est essentiellement européenne, notamment des motifs floraux (pouvant inclure une flore indigène) et des paysages européens, ceux-ci peuvent être encadrés par un découpage géométrique. L’église, avec l’apparition de symboles religieux, a également une grande influence sur les laques du Michoacán. Une autre influence concerne les produits asiatiques qui affluent au Mexique en raison du commerce avec Manille, à la fois de la laque asiatique et d’autres objets décoratifs. Un grand nombre de ces objets transite par Michoacán depuis le port d’Acapulco pour se rendre à Mexico, en passant par les centres de la laque, Uruapan et de Pátzcuaro, en raison du réseau routier et des postes de contrôle douanier internes. Des copies de laques orientales, telles que des paravents, commencent à apparaître à Pátzcuaro et influencent les dessins des travaux réalisés à Uruapan,. Finalement, ces motifs et styles se mélangent avec l'européen et le natifs, pour devenir les motifs de laque traditionnels à Michoacán et ailleurs au Mexique. Le travail effectué à Uruapan au plus fort de la période coloniale est divisé en quatre styles de « familles », basés sur des motifs. Les florones se distinguent par un large motif floral au centre, entouré de fronces. Les guirnaldas ont aussi un grand centre floral mais sont entourées de fronces et de feuillages. Les escudos ont des blasons peints en mailles, liés à la famille qui commande l'œuvre. Les ramilletes ont aussi des blasons mais sont de style plus baroque, avec des couleurs plus opulentes.
La laque est surtout organisée dans l'État de Michoacán, où des missionnaires tels que Vasco de Quiroga organisent et promeuvent les métiers en faisant en sorte que les villes se spécialisent. Uruapan, Pátzcuaro et la ville maintenant connue sous le nom de Quiroga se dédient à la laque, chacune avec ses caractéristiques uniques,. Il y a aussi un quatrième style, de la ville de Peribán (en), mais il a depuis disparu, ne laissant que le nom d'un style de grand plateau laqué profond appelé peribana dans l'état. Pendant la période coloniale, Uruapan devient le centre de la laque le plus important, produisant les meilleures pièces, y compris celles avec feuille d'or et autres incrustations précieuses et semi-précieuses. Elle produit également une plus grande variété de modèles, souvent basés sur la végétation exubérante de la région.
La laque traverse les modes. Par exemple, au milieu du XVIIe siècle, les plateaux ovales en bois avec des scènes de Don Quichotte sont très populaires. Cependant, à la fin de la période coloniale, la clientèle de classe supérieure pour les meubles laqués est en mesure d'acheter cet objet et de nombreux objets décoratifs en provenance d'Europe, limitant le travail de laque mexicaine à de petites boîtes et autres babioles.

### XIXesiècle
En 1810, la guerre d'indépendance du Mexique éclate et pendant onze ans, l'industrie de la laque s'affaiblit, de même que la plupart des autres productions artisanales, jusqu'à sa quasi-disparition. Les principales raisons en sont le manque d’argent pour de telles marchandises, les routes dangereuses rendant difficile l’acheminement des produits vers le marché et la fermeture temporaire de foires régionales qui étaient des débouchés importants,.
Les laques rebondissent après 1822. Certaines sont envoyées aux États-Unis dès le début du XIXe siècle. Les styles changent et, dans une certaine mesure, la technique aussi,,. La décoration de la laque de ce siècle peut être divisée en trois périodes. Le début du siècle voit une prolifération de dessins d'aigle et de drapeau représentant la nation nouvellement indépendante. Les armoiries nobles disparaissent mais les motifs traditionnels basés sur la flore et la faune se maintiennent. Vient ensuite une période où les motifs floraux complexes et miniatures dominent, puis une période de déclin, caractérisée par une décoration très stylisée et mal exécutée. L'influence du romantisme conduit à l'utilisation de tons plus pâles avec une plus grande variété de couleurs, notamment des fonds blancs, jaunes et roses,.

### XXesiècle
Au tout début du XXe siècle, les laques à Michoacán font un retour en force grâce à des innovations en matière de conception et de production. L'une des raisons en est que cette œuvre est choisie dans le cadre de la délégation de l'État à l'exposition universelle de 1904 à Saint-Louis,. Le travail effectué à Uruapan est choisi, mais les œuvres créées pour l'exposition ne sont pas de dessins traditionnels, qui sont considérés comme primitifs, notamment les éléments natifs de Purépecha et les combinaisons de couleurs. Au lieu de cela, les motifs floraux coloniaux sont mis à jour et le décor géométrique est remplacé par celui de l'Art Nouveau. Le succès de ces pièces lors de l'événement ainsi que la demande étrangère pour la laque signifient que les œuvres produites à partir de ce moment ont moins de variations de style et moins d'opportunités pour les artisans de créer des variations.
Le déclenchement de la révolution mexicaine supprime de nouveau la production d'articles en laque au Mexique et la met en danger. Un effet permanent est la disparition de pièces à la feuille d’or dans des endroits comme Pátzcuaro. Les États-Unis sont le principal marché des laques d'Uruapan, mais le marché de celles de Guerrero disparaît presque jusqu'aux années 1970, lorsque l'écrivain Carlos Espejel (en) commence à en faire la promotion, en particulier l'œuvre d'Olinalá. Le gouvernement mexicain crée également créé le Fonds national pour le développement de l'artisanat (FONART) au cours de cette décennie, et les marchandises Olinalá sont choisies pour être promues, en partie parce qu'elles sont légères et faciles à transporter,. L'artisanat commence à être promu dans l'industrie du tourisme du pays, qui est en croissance depuis les années 1950. Depuis lors, la laque fait son grand retour dans ces deux États mais la qualité et la quantité de la production varient considérablement.
Dans les années 1920, l’art populaire mexicain commence à faire l’objet d’une enquête scientifique, notamment la laque, documentant sa production et ses procédés. Des pièces neuves et antiques sont rassemblées et placées dans des musées tels que le Musée régional d'art populaire de Pátzcuaro et le Musée de la Huatapera. Ces collections sont utiles à la fois aux universitaires et aux nouvelles générations d’artisans. Il existe également des écoles pour la formation de nouveaux artisans de laques, telles que celles du Musée des arts et industries populaires du Mexique et de l'Atelier Salvador Solchaga des Patios de la Casa de los Once à Patzcuaro.
Cependant, l’augmentation de la production oblige à modifier à la fois les matériaux et les techniques de production. Dans les années 1980, le bois du linaloe est exporté pour en extraire l'essence, ce qui le rend rare et la plupart des pièces sont maintenant fabriquées avec d'autres bois, y compris le pin. Alors que les artisans utilisant des méthodes et des matériaux traditionnels existent encore, le plâtre est remplacé par de la dolomite, de l'huile de lin et même de la cire de voiture à la place du chia ou de l'aje et des pigments commerciaux substituant des pigments naturels. Une des raisons est que les matériaux naturels se font de plus en plus rares et chers,.

### Présent
Aujourd'hui, la production de laque est limitée à quelques villes des états de Michoacán, Chiapas et Guerrero. Ces centres produisent principalement pour des marchés situés ailleurs au Mexique et à l'étranger. À Mexico, ces produits se trouvent sur le marché de San Juan, le marché de Ciudadela, les magasins FONART, les boutiques spécialisées de San Ángel et le marché d'artisanat du week-end dans le centre de Coyoacán. En dehors du Mexique, les articles en laque sont les plus populaires aux États-Unis, en Europe et au Japon. L'artisanat attire le tourisme dans des endroits comme Uruapan et Olinaládepuis ces régions du monde, même en dépit de l'éloignement. Parmi les artisans connus, on retrouve Francisco Coronel, qui remporte le prix national des arts et des sciences en 2007, ainsi que Mario Agustín Gaspar et Martina Navarro de Michoacan.
Alors que ne subsistent que des fragments de la période préhispanique et quelques pièces complètes de la période coloniale et du XIXe siècle,,, diverses collections de pièces de laque peuvent être trouvées dans des collections telles que celles de l'Unidad Regional de Culturas Populares à Guerrero. et le Museo de la Laca à Chiapa de Corzo.